# Brennivín

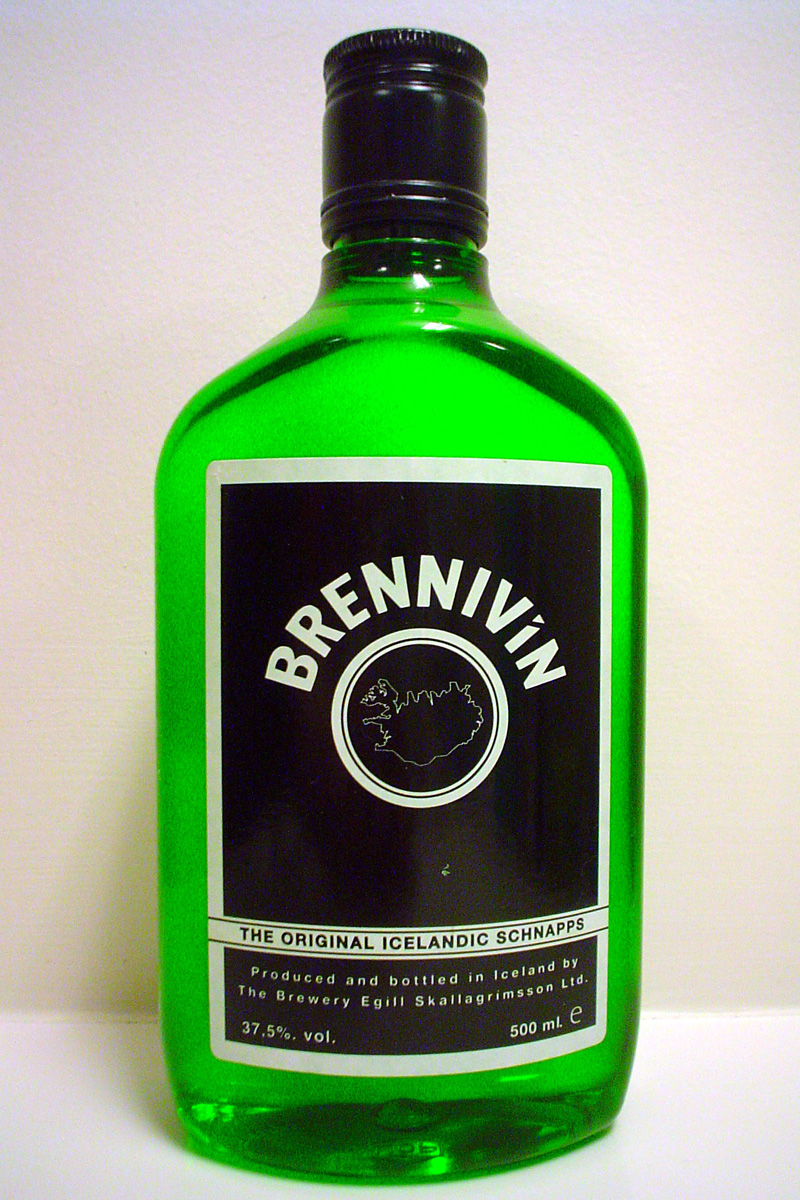
Uma garrafa de plástico de 500 ml de Brennivín, com o seu rótulo preto.

Brennivín é a aguardente da Islândia, considerada a bebida alcoólica por excelência do país. É feita com polpa de batata fermentada e cominhos. Por vezes, é chamada svarti dauði (“morte negra”).
É, com frequência, bebida ao mesmo tempo que se come "hákarl", o tubarão putrefacto típico da Islândia, para, de certa forma, esconder o sabor deste. A palavra brennivín significa literalmente "vinho ardente" e tem a mesma raiz que brande. Apesar do seu estatuto não oficial de bebida nacional da Islândia, muito islandeses não bebem brennivín e, muitos dos que o fazem, fazem-no quando se sentem patriotas ou quando tentam impressionar os visitantes estrangeiros.
Esta falta de apreço pela bebida pode ser parcialmente atribuída ao seu sabor forte e ao seu teor alcoólico elevado (37.5%) e parcialmente à sua reputação. Apesar de o governo islandês aplicar impostos elevadíssimos à maior parte das bebidas alcoólicas, o brennivín é, na realidade, uma das bebidas com o preço mais moderado nas lojas de álcool do país, denominadas Vínbúð, sendo associado frequentemente aos alcoólicos.
O brennivín é semelhante ao Aquavit dinamarquês, chamado brændevin. Em Sueco, é chamado brännvin.
Foi lançado no mercado pela primeira vez em 1935. O rótulo é preto e foi inicialmente concebido dessa cor para desencorajar as pessoas de beberem a bebida. Antigamente, continha as letras ÁTVR dentro do círculo, mas estas acabaram por ser substituídas pela linha de costa da Islândia.